# Olympische Jugend-Sommerspiele 2018/Teilnehmer (Cayman Islands)
| Gelbes Symbol für Goldmedaillen mit stilisierten Olympischen Ringen | Graues Symbol für Silbermedaillen mit stilisierten Olympischen Ringen | Braundes Symbol für Bronzemedaillen mit stilisierten Olympischen Ringen |
| ------------------------------------------------------------------- | --------------------------------------------------------------------- | ----------------------------------------------------------------------- |
| —                                                                   | —                                                                     | —                                                                       |

Die Jugend-Olympiamannschaft der Cayman Islands für die III. Olympischen Jugend-Sommerspiele vom 6. bis 18. Oktober 2018 in Buenos Aires (Argentinien) bestand aus drei Athleten.

## Athleten nach Sportarten

### Leichtathletik
| Mädchen - Danneika Lyn 100 m: 26. Platz | Jungen - Gary Rankin 100 m: 22. Platz |

### Schwimmen
Jungen
- Jordan Crooks
50 m Freistil: 25. Platz
100 m Freistil: 35. Platz